# Portage (transport fluvial)
Pour les articles homonymes, voir Portage.

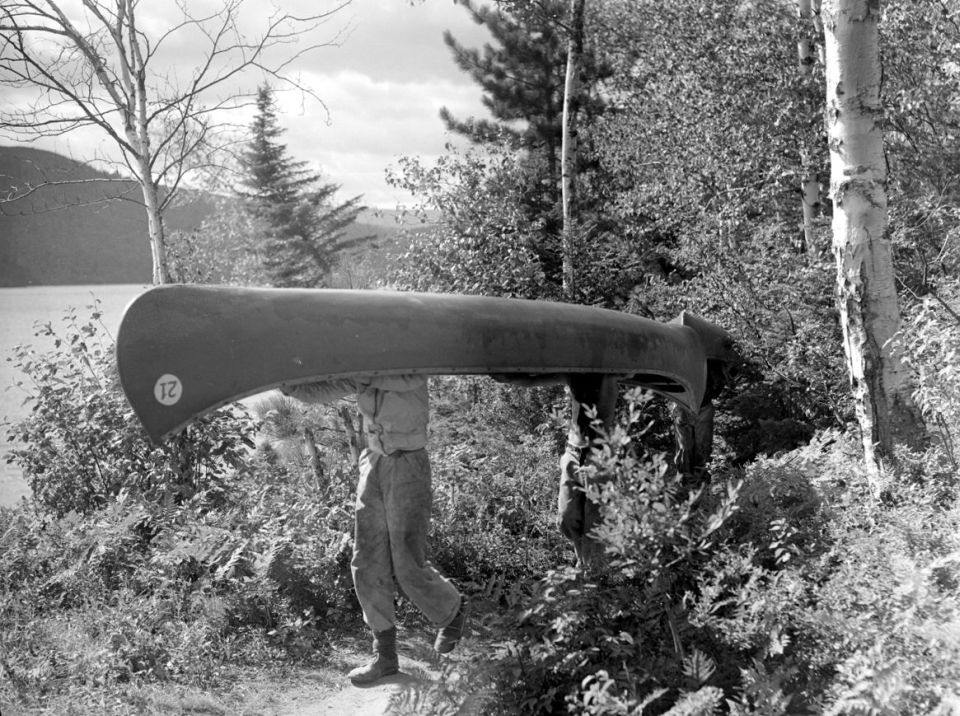
Portage, dans un boisé en bordure d'un cours d'eau, en 1944.

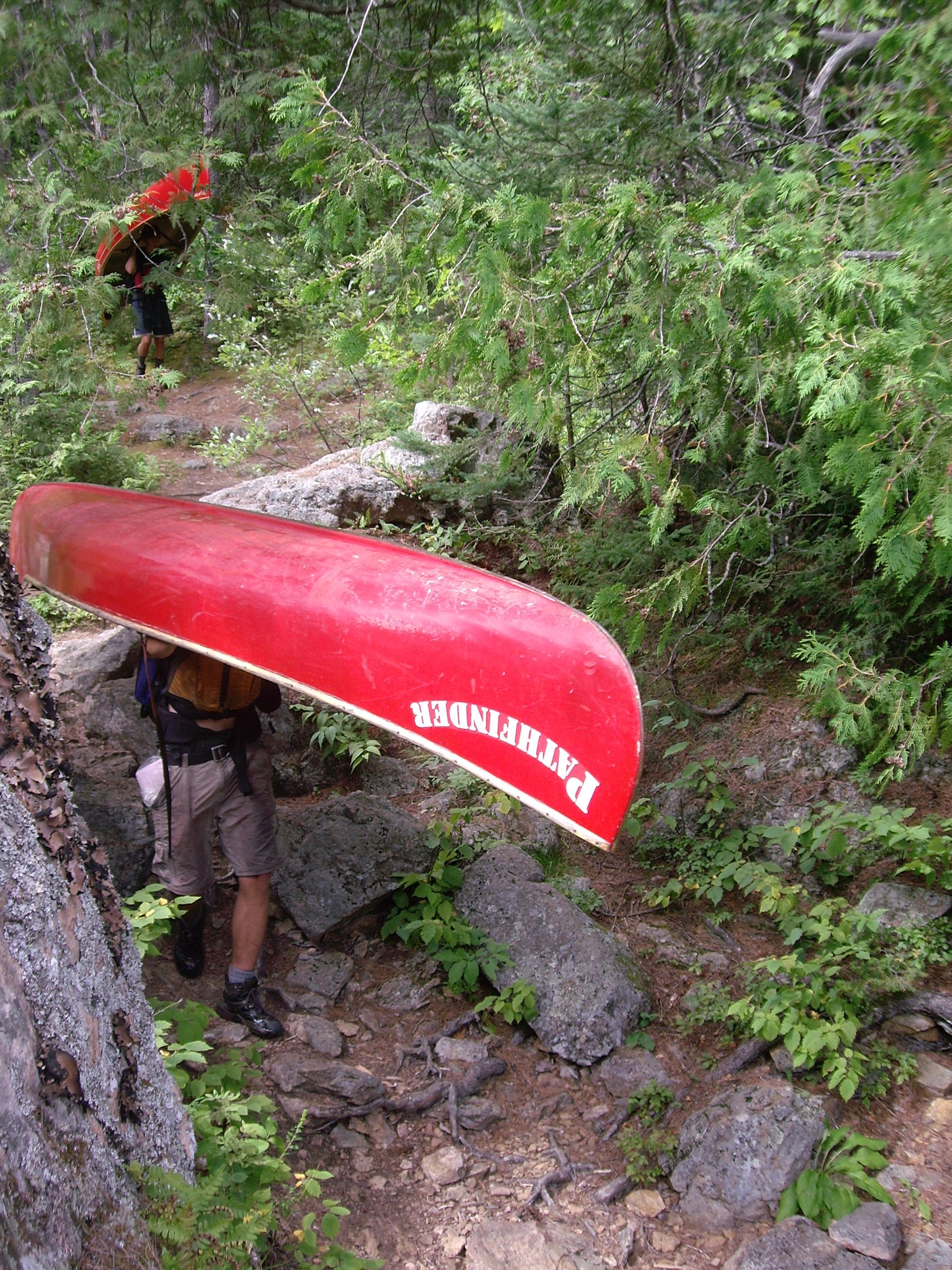
Un portage de canoës.

Le portage est la mise hors d'eau, le transport terrestre puis la remise à l'eau, de marchandises, d'une embarcation et de ses éventuelles marchandises sur une portion d'un cours d'eau afin de contourner un obstacle à la navigation ou de passer d'un bassin versant à un autre. Le portage peut être aussi utilisé dans la pratique du canoë-kayak.

## Histoire
C'était la technique rudimentaire utilisée par les peuples autochtones pour éviter une zone de non-navigation, par exemple lorsque le courant est trop fort dans des rapides ou pour franchir une chute d'eau. La piste créée par le passage répété est aussi désignée sous le même terme. Le portage est aussi associé au transport en canot et aux voyageurs. Les premiers explorateurs français en Nouvelle-France et les Français de Louisiane ont rencontré beaucoup de rapides et de cascades. Les Amérindiens transportaient leurs pirogues ou canoës pour éviter les obstacles de la rivière.  
Les portages étaient le plus souvent situés dans les cours supérieurs des rivières à travers la ligne de partage des eaux entre deux bassins versants (seuil, col). Le terme russe pour portage, volok (Во́лок), a aussi servi à nommer de nombreuses villes russes comme Volokolamsk, Vyšne Voloček, Perevolosk (ru), Voločisk volok. La ville de Mytichtchi tire son nom d'un volok (Yauzskoe mytische) sur lequel était perçu la taxe (russe : myt). 
Le plus ancien portage connu est probablement le Diolkos de l'isthme de Corinthe, qui date de la fin du VIIe siècle av. J.-C.
Au fil du temps, les portages importants ont été parfois remplacés par des canaux avec écluses. 
Le portage primitif implique de transporter l'embarcation et son contenu sur toute la longueur du portage. Les petits canoës peuvent être transportés à dos sur les épaules[pas clair] et historiquement, les voyageurs ont souvent employé des bandeaux frontaux  pour transporter le canoë et la charge sur leur dos.